# Tratado de amistad y comercio anglo-japonés
El Tratado de amistad y comercio anglo-japonés (日英修好通商条約 Nichi-Ei Shūkō Tsūshō Jōyaku?) fue firmado el 26 de agosto de 1858 por el duque Elgin y los entonces representantes del gobierno Japonés (el Shogunato Tokugawa). Fue un tratado desigual, que dejó al Imperio del Japón con un estatus de semi-colonia.
Japón hizo las siguientes 3 concesiones:
- Se le permitiría a un representante del Gobierno Británico residir en Edo (actual Tokio).
- Hakodate, Kanagawa y Nagasaki fueron abiertas al comercio británico el 1.º de julio de 1859 y  además los ciudadanos británicos podrían viajar en un rango de 25 millas de cada puerto. Hyogo abriría el 1.º de enero de 1863.
- Se les permitiría a los ciudadanos británicos residir en Edo desde el 1.º de enero de 1862, y en Osaka desde el 1.º de enero de 1863.